# Synagoge Frankenthal (Pfalz)
Die Synagoge in Frankenthal (Pfalz), einer kreisfreien Stadt im Nordosten von Rheinland-Pfalz, wurde 1884/85 errichtet. Die Synagoge stand in der Glockengasse 12.

## Geschichte
Im Jahr 1791 wurde eine erste Synagoge an der Hessengasse (heute Glockengasse) errichtet. Nachdem im Laufe des 19. Jahrhunderts die Anzahl der Gemeindemitglieder stark gewachsen war, wurde diese Synagoge zu klein. Um 1880 wurde der Neubau einer Synagoge beschlossen und am 13. Februar 1884 konnte die Grundsteinlegung auf dem Grundstück der alten Synagoge erfolgen. Am 28. August 1885 weihte Bezirksrabbiner Adolf Salvendi (1837–1914) die neue Synagoge ein.

### Zeit des Nationalsozialismus
Am frühen Morgen des 10. November 1938 wurde die Synagoge durch Nationalsozialisten aufgebrochen. Im Gebäude wurde Feuer gelegt, das die Inneneinrichtung und die Fenster zerstörte. Die Gestapo beschlagnahmte die Ritualien sowie die Gemeindeakten. 
Im Januar 1940 ging das Synagogengebäude in den Besitz der Stadt Frankenthal über. Bei einem Luftangriff wurde das Synagogengebäude durch Bomben schwer getroffen, sodass nur die Außenmauern stehen blieben. Die Ruine wurde Anfang der 1950er-Jahre abgebrochen. Auf dem Grundstück wurde ein Kino erbaut und am 25. Dezember 1953 eröffnet.

## Gedenken
Zur Erinnerung an die ehemalige Synagoge wurde 1960 die Schustergasse in Synagogengasse umbenannt. Im Jahr 1977 wurde ein Gedenkstein aufgestellt und 1988 wurde eine Erinnerungsstätte mit Informationstafel geschaffen.